# Музей современного искусства Аструп-Фернли
Музей современного искусства Аструп-Фернли (норв. Astrup Fearnley Museet) — частный музей современного искусства в Осло, основан в 1993 году при финансовой поддержке благотворительных фондов, объединяющих потомков состоятельных норвежских семей Аструп и Фернли. С 2012 года музей располагается в здании, построенном по проекту Ренцо Пиано.